# Boissey-le-Châtel
Boissey-le-Châtel település Franciaországban, Eure megyében. Lakosainak száma 877 fő (2022. január 1.). Boissey-le-Châtel Bonneville-Aptot, Saint-Philbert-sur-Boissey, Saint-Léger-du-Gennetey és Thénouville községekkel határos.

## Népesség
A település népességének változása:
| Lakosok száma | 533  | 700  | 674  | 810  | 895  | 915  | 880  | 856  | 854  | 877  |
|               | 1968 | 1982 | 1990 | 2006 | 2013 | 2015 | 2017 | 2019 | 2020 | 2022 |